# Liste des chefs d'État de Syrie
Cet article dresse la liste des chefs d'État de Syrie.
Le poste de président de la République est occupé depuis le 29 janvier 2025 par Ahmed al-Charaa, chargé d'assurer la transition après la chute du gouvernement de Bachar el-Assad le 8 décembre 2024.

## Liste

### Royaume arabe de Syrie(1918-1920)
| Portrait | Nom                    | Début de règne | Fin de règne    | Titre                     |
| -------- | ---------------------- | -------------- | --------------- | ------------------------- |
|          | Fayçal Ier (1885-1933) | 8 mars 1920    | 24 juillet 1920 | Roi de Syrie (Hachémites) |

### Fédération syriennesousmandat français(1922-1924)
| Portrait | Nom                            | Début de mandat | Fin de mandat    | Fonction  | Parti politique |
| -------- | ------------------------------ | --------------- | ---------------- | --------- | --------------- |
|          | Soubhi Bey Barakat (1889-1939) | 28 juin 1922    | 1er janvier 1925 | Président | Indépendant     |

### État de Syriesous mandat français (1925-1930)
| Portrait                                                                      | Nom                            | Début de mandat  | Fin de mandat    | Fonction       | Parti politique |
| ----------------------------------------------------------------------------- | ------------------------------ | ---------------- | ---------------- | -------------- | --------------- |
|                                                                               | Soubhi Bey Barakat (1889-1939) | 1er janvier 1925 | 21 décembre 1925 | Chef de l'État |                 |
|                                                                               | Ahmed Nami (1873-1962)         | 28 avril 1926    | 15 février 1928  | Chef de l'État | Indépendant     |
| Le gouvernement de Tajeddine el-Hassani assure l'intérim à la tête de l'État. |                                |                  |                  |                |                 |

### République syriennesous mandat français (1930-1946)
| Portrait                                                                                               | Nom                                       | Début de mandat   | Fin de mandat    | Fonction                              | Parti politique       |
| --- | ----------------------------------------- | ----------------- | ---------------- | ------------------------------------- | --------------------- |
| Le gouvernement de Tajeddine el-Hassani assure l'intérim à la tête de l'État.                          |                                           |                   |                  |                                       |                       |
| | Mohammed Ali Bey el-Abed (1867-1939)      | 11 juin 1932      | 21 décembre 1936 | Président                             | Bloc national         |
| | Hachem al-Atassi (1re fois) (1875-1960)   | 21 décembre 1936  | 7 juillet 1939   | Président                             | Bloc national         |
| | Bahij el-Khatib (1895-1981)               | 8 juillet 1939    | 4 avril 1941     | Président du Conseil des commissaires | Nommé par la France   |
| Le gouvernement de Khaled al-Azem assure l'intérim à la tête de l'État.                                |                                           |                   |                  |                                       |                       |
| | Tajeddine el-Hassani (1885-1943)          | 16 septembre 1941 | 17 janvier 1943  | Président                             | Indépendant           |
| Le gouvernement de Jamil el-Oulchi puis celui de Ata el-Ayoubi assurent l'intérim à la tête de l'État. |                                           |                   |                  |                                       |                       |
| | Choukri al-Kouatli (1re fois) (1891-1967) | 17 août 1943      | 17 avril 1946    | Président                             | Parti national syrien |

### République syrienne (1946-1958)
| Portrait                                                                 | Nom                                       | Début de mandat  | Fin de mandat              | Fonction                               | Parti politique                            |
| ------------------------------------------------------------------------ | ----------------------------------------- | ---------------- | -------------------------- | -------------------------------------- | ------------------------------------------ |
|                                                                          | Choukri al-Kouatli (1re fois) (1891-1967) | 17 avril 1946    | 30 mars 1949               | Président de la République             | Parti national syrien                      |
| Le gouvernement d'Housni al-Zaïm assure l'intérim à la tête de l'État.   |                                           |                  |                            |                                        |                                            |
|                                                                          | Housni al-Zaïm (1897-1949)                | 26 juin 1949     | 14 août 1949               | Président de la République             | Militaire/Parti social nationaliste syrien |
|                                                                          | Sami al-Hinnaoui (1898-1950)              | 14 août 1949     | 15 août 1949               | Président du Conseil suprême de guerre | Militaire                                  |
| Le gouvernement d'Hachem al-Atassi assure l'intérim à la tête de l'État. |                                           |                  |                            |                                        |                                            |
|                                                                          | Hachem al-Atassi (2e fois) (1875-1960)    | 19 décembre 1949 | 6 septembre 1950           | Chef de l'État                         | Bloc national                              |
| 6 septembre 1950                                                         | Hachem al-Atassi (2e fois) (1875-1960)    | 2 décembre 1951  | Président de la République |                                        | Bloc national                              |
|                                                                          | Adib Chichakli (1909-1964)                | 2 décembre 1951  | 3 décembre 1951            | Président du Conseil militaire suprême | Militaire/Parti social nationaliste syrien |
|                                                                          | Faouzi Selou (1905-1972)                  | 3 décembre 1951  | 11 juillet 1953            | Chef de l'État                         | Militaire                                  |
|                                                                          | Adib Chichakli (1909-1964)                | 11 juillet 1953  | 25 février 1954            | Président de la République             | Militaire/Parti social nationaliste syrien |
|                                                                          | Hachem al-Atassi (3e fois) (1875-1960)    | 28 février 1954  | 6 septembre 1955           | Président de la République             | Bloc national                              |
|                                                                          | Choukri al-Kouatli (2e fois) (1891-1967)  | 6 septembre 1955 | 22 février 1958            | Président de la République             | Parti national syrien                      |

### République arabe unie(1958-1961)
| Portrait | Nom                            | Début de mandat | Fin de mandat     | Fonction                   | Parti politique |
| -------- | ------------------------------ | --------------- | ----------------- | -------------------------- | --------------- |
|          | Gamal Abdel Nasser (1918-1970) | 22 février 1958 | 29 septembre 1961 | Président de la République | Union nationale |

### République arabe syrienne(1961-2024)
| N° | Portrait | Nom (Naissance-Mort)             | Élection                 | Mandat           | Mandat           | Mandat                     | Parti politique | Parti politique | Notes, faits marquants |
| N° | Portrait | Nom (Naissance-Mort)             | Élection                 | Début            | Fin              | Durée                      | Parti politique | Parti politique | Notes, faits marquants |
| --- | -------- | -------------------------------- | ------------------------ | ---------------- | ---------------- | -------------------------- | --------------- | --------------- | --- |
| Le gouvernement de Maamoun al-Kouzbari puis celui d'Izzet el-Noss assurent l'intérim à la tête de l'État. |          |                                  |                          |                  |                  |                            |                 |                 | |
| 1 |          | Nazem Koudsi (1906-1998)         | 1961                     | 14 décembre 1961 | 8 mars 1963      | 1 an, 2 mois et 22 jours   |                 | Parti du peuple | Il noue des relations avec des gouvernements anti-Nasser, la Jordanie, le Liban et l'Arabie saoudite. Il se rapproche du Royaume-Uni et des États-Unis. Il pratique une politique économique libérale, en privatisant les entreprises qui avaient auparavant été nationalisées par Nasser. Il est destitué par le coup d’État du parti Baas du 8 mars 1963. |
| 2 |          | Louaï el-Atassi (1926-2003)      | coup d’État              | 9 mars 1963      | 27 juillet 1963  | 4 mois et 18 jours         |                 | Militaire       | À la suite du coup d'État, il est désigné président du conseil révolutionnaire national chargé d'exercer l'autorité exécutive dans le pays. Ses pouvoirs sont très limités et il démissionne de son poste quatre mois plus tard. |
| 3 |          | Amine al-Hafez (1921-2009)       | coup d’État              | 27 juillet 1963  | 23 février 1966  | 2 ans, 6 mois et 27 jours  |                 | Parti Baas      | Il mène le coup d’État de 1963. Devenu président, il mène d’importantes réformes sociales et se rapproche du bloc soviétique. Le 23 février 1966, il est renversé à son tour par la faction du parti Baas dirigée par Salah Jedid. |
| 4 |          | Noureddine al-Atassi (1929-1992) | coup d’État              | 25 février 1966  | 18 novembre 1970 | 4 ans, 8 mois et 24 jours  |                 | Parti Baas      | Secrétaire général du Baas, il dirige sous l'influence de Jedid. Il est renversé par le coup d’État du ministre de la Défense Hafez el-Assad et emprisonné. |
| — |          | Ahmed Khatib (1933-1982)         | coup d’État              | 18 novembre 1970 | 14 mars 1971     | 3 mois et 24 jours         |                 | Parti Baas      | |
| 5 |          | Hafez el-Assad (1930-2000)       | 1971 1978 1985 1991 1999 | 14 mars 1971     | 10 juin 2000     | 29 ans, 2 mois et 27 jours |                 | Parti Baas      | Par intérim jusqu'au 14 mars 1971. Il ne rompt pas avec les régimes dictatoriaux qui l'ont précédé, mais au contraire en accroit la dimension répressive, et s'efforce de contrôler chaque secteur de la société à travers un vaste appareil policier et de renseignement. Il met en place un culte de la personnalité. Faisant face à une insurrection des Frères musulmans dès 1976, sa répression est terrible et culmine en 1982 lors du massacre de Hama qui fait des milliers de victimes. |
| — |          | Abdel Halim Khaddam (1932-2020)  | intérim                  | 10 juin 2000     | 17 juillet 2000  | 1 mois et 7 jours          |                 | Parti Baas      | |
| 6 |          | Bachar el-Assad (né en 1965)     | 2000 2007 2014 2021      | 17 juillet 2000  | 8 décembre 2024  | 24 ans, 4 mois et 21 jours |                 | Parti Baas      | Il succède à son père le 10 juillet 2000. Initialement vu comme un réformateur appelé à démocratiser le pays, il libéralise timidement le régime. Cependant, cet élan s'arrête rapidement, l'état d'urgence reste en vigueur et la répression se poursuit. Depuis mars 2011, il fait face à une contestation populaire, née dans le cadre des printemps arabes, dont la répression armée mène à la défection de militaires puis à une guerre civile. En quelques années, plus de la moitié de la population est déplacée, en raison de nombreux massacres et exactions envers les civils, commises notamment par le régime d'Assad. |

### République arabe syrienne (régime de transition, depuis 2024)
| N° | Portrait | Titulaire (Naissance-mort)   | Élection   | Mandat          | Mandat      | Mandat            | Parti politique | Parti politique      |
| N° | Portrait | Titulaire (Naissance-mort)   | Élection   | Début           | Fin         | Durée             | Parti politique | Parti politique      |
| --- | -------- | ---------------------------- | ---------- | --------------- | ----------- | ----------------- | --------------- | -------------------- |
| La fonction est vacante entre le 8 décembre 2024 et le 29 janvier 2025, à la suite de la chute de Bachar al-Assad. Un Commandement général dirigé par Ahmed al-Charaa exerce alors le pouvoir. |          |                              |            |                 |             |                   |                 |                      |
| — |          | Ahmed al-Charaa (né en 1982) | transition | 29 janvier 2025 | en fonction | 5 mois et 7 jours |                 | Hayat Tahrir al-Cham |